# Парчмонт, Кион
Кион Парчмонт (англ. Kion Parchmont; 28 ноября 2004 года, Джорджтаун, Острова Кайман) — кайманский футболист, полузащитник английского клуба «Бексхилл Юнайтед» и сборной Каймановых островов.

## Клубная карьера
Футболом начал заниматься в академии местного кайманского клуба «Академи». В 2018 году переехал в Англию, присоединившись к клубу нон-лиги «Кроуборо Атлетик». Позже выступал за «Бексхилл Юнайтед» и «Лейстон», в 2020 году вернувшись в «Бексхилл».

## Карьера в сборной
В составе сборной до 15 лет принял участие в Чемпионате КФУ 2015. Год спустя в составе сборной до 17 лет принимал участие в отборе к чемпионату КОНКАКАФ, но не смог пройти квалификацию. В 2018 году в составе сборной до 20 лет участвовал в первом в истории сборной чемпионате КОНКАКАФ, в том числе забил гол в ворота сборной Гватемалы.
3 июня 2021 года в матче квалификации к чемпионату мира против сборной Суринама дебютировал за первую сборную, заменив на 83-й минуте Гуннара Студенхоффта.